# Villa Medicea di Marignolle

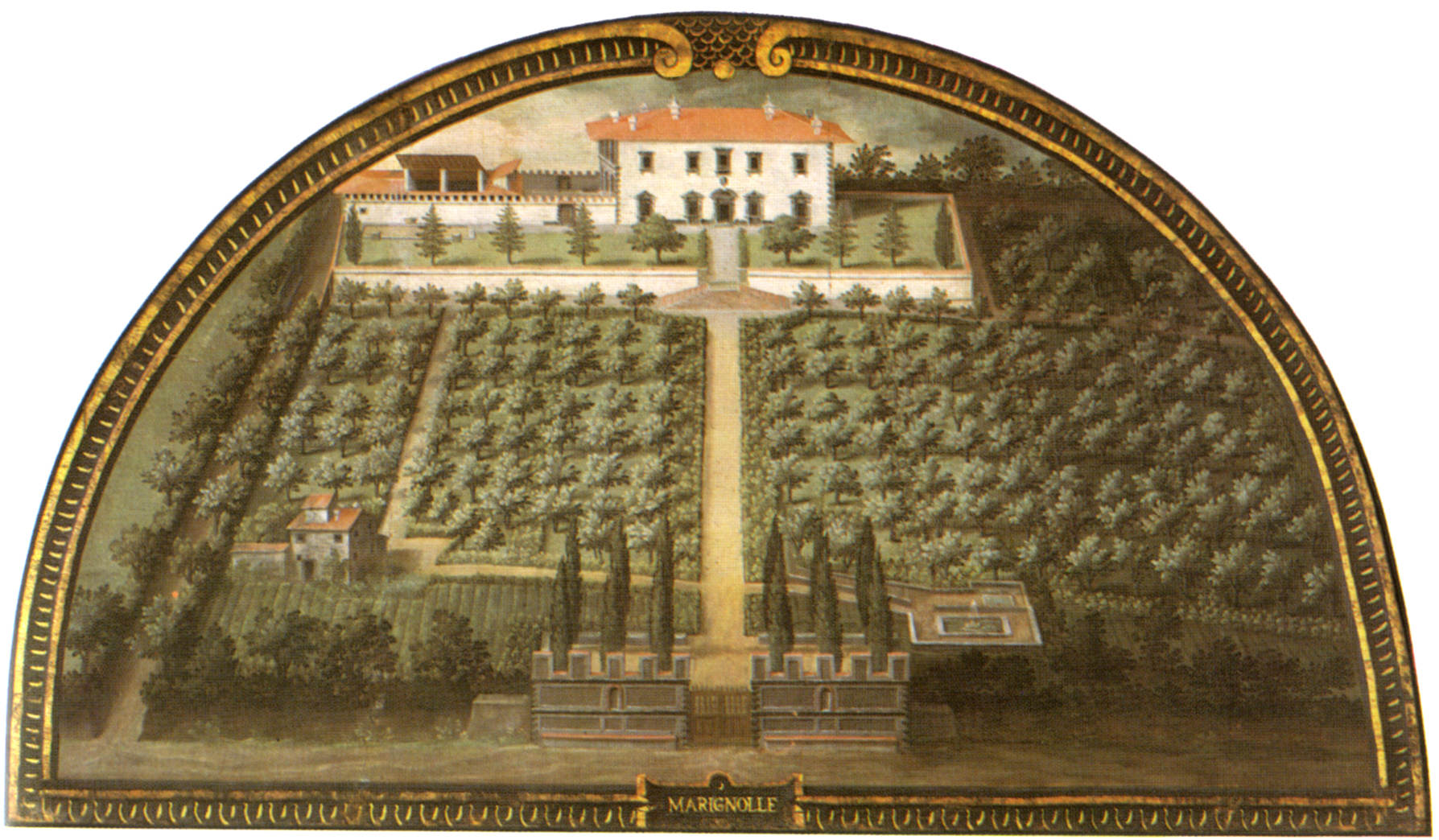
Marignolle, médaillon de Giusto Utens, Museo di Firenze com'era

La Villa Medicea di Marignolle est une villa médicéenne qui se situe dans le faubourg  sud de Florence à Marignolle, près de Galluzzo.
Au Trecento elle appartenait à la famille Sacchetti et elle a été vendue comme demeure seigneuriale  en 1550 à Lorenzo di Pietro Ridolfi.
Elle fut confisquée à celui-ci par le prince  François Ier de Médicis, à la suite de son implication dans la conjuration des Pucci de 1560, qui avait dans ses intentions l'élimination du grand-duc  Cosme Ier de Toscane, père de François.
Elle est ensuite restructurée par l'architecte de cour Bernardo Buontalenti, commandité par François Ier qui la donne à son fils naturel Don Antonio qu'il a eu avec son amante et seconde femme Bianca Cappello.
La demeure, l'unique des Médicis dans cette partie de la ville, est caractérisée par un unique bloc longitudinal, avec une vaste façade dirigée vers Florence, restée intacte dans le style sobre du Cinquecento à crépi blanc sur lequel se détachent les portails et les fenêtres encadrés de pietra serena grise.
Le parc, avec ses cyprès séculaires, est traversé par une allée centrale entourée de terrains arborés. Une grille monumentale y donne accès au pied de la colline.
En 1621, la villa et la ferme furent acquises par Girolamo Capponi, et sont restées en possession de sa famille jusqu'à son extinction dans l'Ottocento  avec le célèbre homme d'État et homme de lettres Gino Capponi, mort en 1876, qui  fut enterré dans la chapelle de la villa, avant être transféré dans l'église de Santa Croce.
Elle passa ensuite par divers propriétaires, comme le Marquis Luigi Ridolfi et la famille d'antiquaires Bellini (1939-1976).
Aujourd'hui, c'est encore une propriété privée non accessible au public.

## Sources
- (it) Cet article est partiellement ou en totalité issu de l’article de Wikipédia en italien intitulé « Villa medicea di Marignolle » (voir la liste des auteurs).